# Serie del Caribe 2026
La Serie del Caribe 2026, será la 68.ª edición del torneo de béisbol de clubes profesionales de la Serie del Caribe, que se llevará  a cabo en 3 recintos deportivos el Estadio Monumental de Caracas Simón Bolívar, el Estadio Universitario de Caracas y el Estadio Jorge Luis García Carneiro.
Esta serie reúne nuevamente a los equipos de béisbol profesional campeones de los torneos de los países que integran la Confederación de Béisbol Profesional del Caribe: Venezuela, República Dominicana, Puerto Rico y México, más la representación de Japón en calidad de invitada, que además participa por segunda vez en la historia del clásico caribeño. 
En esta serie también regresaría Cuba en calidad de invitado, y se evalúa la posibilidad de invitar combinados de otros países fuera del Caribe como: Italia y Corea del Sur.

## Estadios
Para los partidos oficiales de ronda preliminar, semifinales, tercer lugar y final, se utilizará el estadio de La Rinconada (Estadio Monumental Simón Bolívar) ubicado en la parroquia Coche del municipio Libertador de Caracas con una capacidad para recibir a unos 40.000 espectadores (el más grande de Venezuela para la práctica de béisbol) y el Estadio Jorge Luis García Carneiro ubicado en la cinta costera de la parroquia Macuto del municipio Vargas en el estado La Guaira, que posee una capacidad aproximada de 15.000 espectadores y que se encuentra justo frente al Mar Caribe, este último incluye un hotel, un casino y un centro comercial. Adicionalmente para los equipos que realizaran sus prácticas de bateo se utilizara el Estadio Universitario de la Universidad Central de Venezuela, el cual en un principio iba a ser la sede principal del evento y que tiene una capacidad estimada para 20.000 espectadores.
| Venezuela                                   | Venezuela                          |
| Distrito Capital                            | La Guaira                          |
| ------------------------------------------- | ---------------------------------- |
| (Municipio Libertador)                      | (Municipio Vargas)                 |
| Estadio Monumental de Caracas Simón Bolívar | Estadio Jorge Luis García Carneiro |
| Capacidad: 40 000                           | Capacidad: 15 000                  |
|                                             |                                    |

## Equipos participantes
Por el Momento estos son los equipos Confirmados Para esta Serie del Caribe:
| País                 | Equipo                   | Liga/vía de clasificación                                                      |
| -------------------- | ------------------------ | ------------------------------------------------------------------------------ |
| Corea del Sur        | Pendiente                | Campeón de la Liga de la Organización Coreana de Béisbol (2025)                |
| Cuba                 | Tigres de Ciego de Ávila | Campeón de la Liga Élite del Béisbol Cubano (2024-25)                          |
| Italia               | Pendiente                | Campeón de la Liga Italiana de Béisbol (2025)                                  |
| Japón                | Pendiente                | Campeón de la Liga Japonesa de Béisbol Profesional 2025                        |
| México               | Pendiente                | Campeón de la Liga Mexicana del Pacífico (2025-26)                             |
| Puerto Rico          | Pendiente                | Campeón de la Liga de Béisbol Profesional Roberto Clemente (2025-26)           |
| República Dominicana | Pendiente                | Campeón de la Liga de Béisbol Profesional de la República Dominicana (2025-26) |
| Venezuela            | Pendiente                | Campeón de la Liga Venezolana de Béisbol Profesional (2025-26)                 |

|  |
|  |
|  |

## Ronda preliminar

### Posiciones
| Pos | Equipo                   | J | G | P | Ave. | VTJ  | CA | CP | DC | R | H-H |
| --- | ------------------------ | - | - | - | ---- | ---- | -- | -- | -- | - | --- |
| 1   | Corea del Sur            | 0 | 0 | 0 | .000 | 0.00 | 0  | 0  | 0  | - | 0-0 |
| 2   | Tigres de Ciego de Ávila | 0 | 0 | 0 | .000 | 0.00 | 0  | 0  | 0  | - | 0-0 |
| 3   | Italia                   | 0 | 0 | 0 | .000 | 0.00 | 0  | 0  | 0  | - | 0-0 |
| 4   | Japón                    | 0 | 0 | 0 | .000 | 0.00 | 0  | 0  | 0  | - | 0-0 |
| 5   | México                   | 0 | 0 | 0 | .000 | 0.00 | 0  | 0  | 0  | - | 0-0 |
| 6   | Puerto Rico              | 0 | 0 | 0 | .000 | 0.00 | 0  | 0  | 0  | - | 0-0 |
| 7   | República Dominicana     | 0 | 0 | 0 | .000 | 0.00 | 0  | 0  | 0  | - | 0-0 |
| 8   | Venezuela                | 0 | 0 | 0 | .000 | 0.00 | 0  | 0  | 0  | - | 0-0 |

Glosario:
- J: Jugados
- G: Ganados
- P: Perdidos
- Ave: Promedio del Equipo
- VTJ: Ventaja
- CA: Carreras Anotadas
- CP: Carreras Permitidas
- DC: Diferencia de Carreras
- R: Racha
- H-H: Head-To-Head (Racha entre dos equipos específicos. Se usa como criterio de desempate)

#### Clasificación para la fase final
| - | Clasificados a las Semifinales. |
| - | Equipos eliminados.             |

- Hora local UTC-4:00 (aplicado para Caracas y La Guaira – Venezuela)

| Fecha | Hora | Visitante | Resultado | Home Club | Estadio                    |
| ----- | ---- | --------- | --------- | --------- | -------------------------- |
| TBA   | TBA  |           |           |           | Jorge Luis García Carneiro |
| TBA   | TBA  |           |           |           | Monumental Simón Bolívar   |
| TBA   | TBA  |           |           |           | Jorge Luis García Carneiro |
| TBA   | TBA  |           |           |           | Monumental Simón Bolívar   |
| TBA   | TBA  |           |           |           | Monumental Simón Bolívar   |
| TBA   | TBA  |           |           |           | Jorge Luis García Carneiro |
| TBA   | TBA  |           |           |           | Monumental Simón Bolívar   |
| TBA   | TBA  |           |           |           | Jorge Luis García Carneiro |
| TBA   | TBA  |           |           |           | Monumental Simón Bolívar   |
| TBA   | TBA  |           |           |           | Jorge Luis García Carneiro |
| TBA   | TBA  |           |           |           | Monumental Simón Bolívar   |
| TBA   | TBA  |           |           |           | Monumental Simón Bolívar   |
| TBA   | TBA  |           |           |           | Jorge Luis García Carneiro |
| TBA   | TBA  |           |           |           | Monumental Simón Bolívar   |
| TBA   | TBA  |           |           |           | Jorge Luis García Carneiro |
| TBA   | TBA  |           |           |           | Monumental Simón Bolívar   |
| TBA   | TBA  |           |           |           | Monumental Simón Bolívar   |
| TBA   | TBA  |           |           |           | Jorge Luis García Carneiro |
| TBA   | TBA  |           |           |           | Monumental Simón Bolívar   |
| TBA   | TBA  |           |           |           | Monumental Simón Bolívar   |
| TBA   | TBA  |           |           |           | Monumental Simón Bolívar   |
| TBA   | TBA  |           |           |           | Jorge Luis García Carneiro |
| TBA   | TBA  |           |           |           | Monumental Simón Bolívar   |
| TBA   | TBA  |           |           |           | Jorge Luis García Carneiro |
| TBA   | TBA  |           |           |           | Monumental Simón Bolívar   |
| TBA   | TBA  |           |           |           | Jorge Luis García Carneiro |
| TBA   | TBA  |           |           |           | Monumental Simón Bolívar   |
| TBA   | TBA  |           |           |           | Monumental Simón Bolívar   |

## Fase final
|  | Semifinales                                  | Semifinales  |  |  | Final | Final |
|  |                                              |              |  |  |       |       |
|  | Fecha Pendiente - Jorge Luis García Carneiro |              |  |  |       |       |
|  |                                              |              |  |  |       |       |
|  | Bandera de ?                                 |              |  |  |       |       |
|  | Fecha Pendiente - Monumental Simón Bolívar   |              |  |  |       |       |
|  | Bandera de ?                                 |              |  |  |       |       |
|  | Bandera de ?                                 |              |  |  |       |       |
|  | Fecha Pendiente - Monumental Simón Bolívar   |              |  |  |       |       |
|  |                                              | Bandera de ? |  |  |       |       |
|  | Bandera de ?                                 |              |  |  |       |       |
|  |                                              |              |  |  |       |       |
|  | Bandera de ?                                 |              |  |  |       |       |
|  | Tercer lugar                                 |              |  |  |       |       |
|  |                                              |              |  |  |       |       |
|  | Fecha Pendiente - Monumental Simón Bolívar   |              |  |  |       |       |
|  |                                              |              |  |  |       |       |
|  | Bandera de ?                                 |              |  |  |       |       |
|  |                                              |              |  |  |       |       |
|  | Bandera de ?                                 |              |  |  |       |       |

### Semifinales
| Fecha | Hora | Visitante | Resultado | Home Club | Estadio                    |
| ----- | ---- | --------- | --------- | --------- | -------------------------- |
| TBA   | TBA  |           |           |           | Jorge Luis García Carneiro |
| TBA   | TBA  |           |           |           | Monumental Simón Bolívar   |

### Tercer lugar
| Fecha | Hora | Visitante | Resultado | Home Club | Estadio                  |
| ----- | ---- | --------- | --------- | --------- | ------------------------ |
| TBA   | TBA  |           |           |           | Monumental Simón Bolívar |

### Final
| Fecha | Hora | Visitante | Resultado | Home Club | Estadio                  |
| ----- | ---- | --------- | --------- | --------- | ------------------------ |
| TBA   | TBA  |           |           |           | Monumental Simón Bolívar |

## Campeón
| Bandera de ?         |
| Pendiente 0º. título |
|                      |